# 神経精神医学
神経精神医学は、神経学関連の精神医学を扱う医学分野であり、行動を神経生物学的要因および社会心理学的要因の相互作用として理解して説明しようとしている。神経精神医学の中では、精神は「脳の創発的特性として」考えられている。他方で行動学や神経学の専門領域では、精神と脳という二つが別個の存在として考えられることもある。一般的にこれらの分野は別々に実践されている。
現在、神経精神医学は、精神医学における専門分野の一つとして成長中である。これは、神経心理学および行動神経学の方面と強く関連している神経精神医学がこうした知見を活用して、神経障害と精神障害の両方に分類される疾患（自閉症、ADHD、トゥレット症候群など）をより良く治療しようとしているためである。